# Corumbataí do Sul
Corumbataí do Sul é um município brasileiro do estado do Paraná, região sul do Brasil.

## Etimologia
"Corumbataí" é uma referência ao Rio Corumbataí. O "do Sul" distingue o município do município de Corumbataí, no estado de São Paulo.

## História
A região onde se localiza o município de Corumbataí do Sul foi habitada primitivamente por índios botocudos e outras tribos nômades. Houve também, alguns aldeamentos instalados pelos jesuítas espanhóis.
A colonização que deu início ao povoado atual começou em meados do século XX, tendo, como fatores principais, a fertilidade do solo e os movimentos migratórios existentes, com deslocamentos de famílias das diferentes regiões brasileiras.
Criado através da Lei Estadual 8 484, de 27 de maio de 1987, o município de Corumbataí do Sul foi desmembrado do de Barbosa Ferraz.

## Geografia
Possui uma área é de 164,442 km², representando 0,0825 por cento do território do estado, 0,0292 por cento do território da região e 0,0019 por cento do território brasileiro. Localiza-se a uma latitude 24°06'03" sul e a uma longitude 52°07'12" oeste, estando a uma altitude de 601 metros. Sua população estimada em 2010 era de 4 883 habitantes.[carece de fontes?]

### Demografia
Dados do Censo - 2010
População Total: 4 946
- Urbana: 1 998
- Rural: 2 948
- Homens: 2 660
- Mulheres: 2 286

Índice de Desenvolvimento Humano (IDH-M): 0,678
- IDH-M Renda: 0,566
- IDH-M Longevidade: 0,694
- IDH-M Educação: 0,775

## Administração
- Prefeito: Carlos Rosa Alves  (2017/2020)
- Vice-prefeito: Alexandre Donato (2017/2020)
- Presidente da câmara: Juari Máximo